# Arthur James
Arthur James, född 14 juli 1883 i Plymouth, Pennsylvania, död 27 april 1973 i Plymouth, Pennsylvania, var en amerikansk republikansk politiker. Han var guvernör i delstaten Pennsylvania 1939–1943.
James studerade juridik vid Dickinson College. Han inledde 1904 sin karriär som advokat i Pennsylvania. Han var viceguvernör i Pennsylvania 1927–1931.
James efterträdde 1939 demokraten George Howard Earle som guvernör. Han kandiderade till republikanernas nominering i presidentvalet i USA 1940 men förlorade i sjätte omröstningen på republikanernas konvent i Philadelphia. Wendell Willkie nominerades och Robert Taft kom på andra plats i omröstningen. Willkie förlorade sedan själva presidentvalet mot ämbetsinnehavaren Franklin D. Roosevelt. James efterträddes 1943 som guvernör av Edward Martin.
James var metodist. Hans grav finns på Hanover Green Cemetery i Luzerne County.